# TK-3
Die Tankette TK-3 war zeitgleich mit den Tanketten TK-1 und TK-2 der dritte Prototyp einer Reihe von Tanketten polnischer Bauart aus der Zeit vor dem Zweiten Weltkrieg, welche in die Serienproduktion ging.

## Übersicht
Zusammen mit dem Panzer 7TP war er die Hauptwaffe der Polnischen Panzertruppen. Strukturell basierte er auf der englischen Carden-Loyd Tankette. Die Serienproduktion dieser Fahrzeuge erfolgte in der Fabrik Ursus bei Warschau. Etwa 300 dieser Fahrzeuge wurden zwischen 1931 und 1933 gebaut. Auf der Basis der TK-3 entstanden Prototypfahrzeuge – eine Tankette mit Turm (TKW) und Selbstfahrlafette (TKD) sowie eine stark modernisierte Tankette TKS. Im Jahr 1938 wurden TK-3-Panzerkampfwagen bei der Operation zur Besetzung von Zaolzie eingesetzt. Während des Septemberfeldzuges wurden rund 470 TK-3 und TKS-Tanketten hauptsächlich für Aufklärungs- und Patrouillentätigkeiten eingesetzt, aber auch zur Unterstützung der angreifenden Kavallerie und Infanterie sowie zur Deckung zurückweichender Einheiten. Bis September 1939 wurden diese Panzerwagen nur von der polnischen Armee genutzt. Nach der Septemberkampagne wurde ein Teil der Fahrzeuge an die deutsche und ungarische Armee geliefert.

## Entwicklung

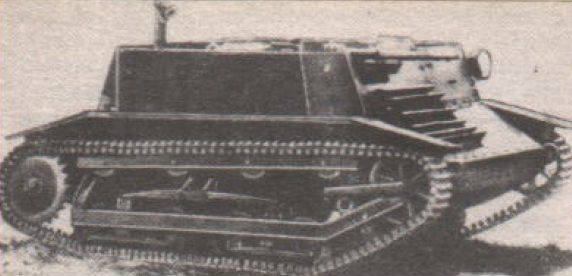
Prototyp der Tankette TK-1

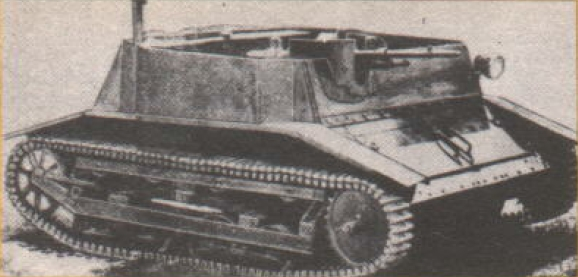
Prototyp der Tankette TK-2

Ende der 1920er Jahre interessierte sich das polnische Militärministerium für ein Fahrzeug, das von den beiden britischen Konstrukteuren John Carden und Vivian Loyd entwickelt worden war. Es handelte sich um ein kleines Kettenfahrzeug, das als Tankette bezeichnet wurde, der Carden-Loyd Mk. VI. Nach Gesprächen mit der Firma Vickers-Armstrong wurde auf Initiative von Oberst Tadeusz Kossakowski ein Modell der Carden-Loyd Mk. VI Tankette importiert. Später wurden zehn weitere Fahrzeuge dieses Typs bestellt. Die erste Vorführung der Tanketten fand am 20. Juni 1929 auf dem Übungsplatz in Rembertów statt.
Aufgrund vieler kleiner Mängel und dem Streben nach eigenen Fahrzeugen wurde bald beschlossen, eine eigene Konstruktion dieses Typs zu entwickeln. Basieren sollte sie dennoch auf den Carden-Loyd-Tanketten. In den frühen 1930er Jahren wurden zwei Prototypen entwickelt, die als TK-1 und TK-2 bezeichnet wurden. Die beiden Prototypen unterschieden sich grundlegend in der Fahrgestellkonstruktion und im Motor. Der TK-1 hatte Antriebsräder hinten und einen vom Ford Model A (1927) abgeleiteten Motor mit 40 PS. Die Tankette TK-2 hatte die Antriebsräder vorne (wie beim englischen Prototyp) und einen Motor von Ford Model T mit 22,5 PS. Die Bewaffnung beider Fahrzeuge war ein ckm wz. 25 Maschinengewehr. Bei beiden Fahrzeugen war die Karosserie oben offen, was beim nächsten Prototyp geändert werden sollte.
Nach einer Reihe von Tests wurde das Büro für Panzerwaffenbau (kurz: BK Br. Panc., polnisch: Biuro Konstrukcyjne Broni Pancernych) am 19. September 1930 beauftragt, einen rekonstruierten Prototyp mit vollständig geschlossener Karosserie, besserer Bewaffnung, Frontantrieb und verbesserter Lenkung zu bauen. Der daraus resultierende Prototyp erhielt die Bezeichnung Panzer wz. 31 (polnisch: czołg wz. 31). Später wurde diese Bezeichnung umnummeriert in TK-3 und war schließlich das Referenzmodell für die Serienproduktion.
Die Tankette mit der Bezeichnung Leichter Aufklärungspanzer TK-3 (polnisch: lekki czołg rozpoznawczy TK-3) wurde im Juli 1931 von der polnischen Armee offiziell zur Bewaffnung zugelassen. Die ersten fünf Fahrzeuge gingen am 11. August 1931 bei der Armee ein, weitere zehn folgten zwei Tage später. Diese Fahrzeuge bildeten das erste Serienlos, das für die Ausbildung der Besatzungen bestimmt war. Aus diesem Grund wurden sie aus Eisenplatten (anstelle der normalen Panzerplatten) hergestellt, wodurch die Produktionskosten gesenkt und die Lieferzeiten verkürzt werden konnten. Die übrigen TK-3 wurden aus normalem Panzerblech hergestellt.
Während des Einsatzes der TK-3 Panzerkampfwagen in der polnischen Armee traten Konstruktionsmängel zutage. Die Beobachtung vom Panzer aus war sehr schwierig, vor allem unter feindlichem Beschuss. Darüber hinaus war die Panzerung unzureichend. Bei einem Probebeschuss des Fahrzeugs im Jahr 1932 mit normaler Gewehrmunition wurden zahlreiche Metallsplitter, gebrochene Befestigungsbolzen und Schäden an den Sichtfenstern festgestellt. Es wurden jedoch keine Blechdurchschläge beobachtet. Der Beschuss mit polnischer Panzerabwehrmunition aus einer Entfernung von weniger als 300 m zeigte bereits saubere Durchschläge. Andererseits waren Mörsergranatenfragmente für die Tanketten nicht gefährlich.
Nachdem immer mehr Mängel auffielen wurde beschlossen, diese zu beseitigen und die Arbeit an einer modernisierten Version begann. Ein Versuch, den neuen, leistungsfähigeren Polski Fiat 122AC Motor in der TK-3 Tankette zu verwenden war erfolgreich. Ab 1933 wurden mindestens 18 solcher modifizierten Exemplare mit der Bezeichnung TKF gebaut. Im Jahr 1939 sollten alle TK-3 mit den neuen Motoren ausgestattet werden, aber diese Idee wurde schließlich aufgegeben. Es wurde versucht, das Problem des begrenzten Schussfeldes zu lösen, indem man einen Prototyp des TK-3 mit einer in einem drehbaren Turm untergebrachten Bewaffnung entwickelte. Versuche mit diesem Fahrzeug mit der Bezeichnung TKW wurden zwischen 1932 und 1935 durchgeführt, aber die Konstruktion wies eine Reihe von Mängeln auf und wurde schließlich aufgegeben.
Es gab auch ein Projekt für eine Gesamtmodernisierung. Ein solches Projekt wurde im Konstruktionsbüro PZInż unter der Leitung von Ing. Edward Habich entwickelt. Sie umfasste den Umbau des Rumpfes (einschließlich der Verwendung einer stärkeren Panzerung) und des Fahrwerks, die Verwendung einer kugelförmigen MG-Blende von Ing. J. Napiórkowski und eines Wendeperiskops. Angetrieben wurde diese Variante von einem Polski Fiat 122AC Motor. Die Produktion dieser modernisierten Fahrzeuge unter der Bezeichnung TKS begann 1933 und löste die Produktion der TK-3 Tanketten ab.
Darüber hinaus wurde auf der Basis der TK-3 Tankette ein weiteres Fahrzeug gebaut, die Versuchsselbstfahrlafette TKD. 1932 wurde bei BK Br. Panc. die Konstruktion eines solchen Fahrzeugs abgeschlossen. Die Bewaffnung des Fahrzeugs war eine 47-mm-Kanone wz. 25 „Pocisk“. Es wurden auch Versuche unternommen, eine 37-mm-Kanone Puteaux SA 18 (Armata wz. SA) und eine 3-Pfünder-Kanone mit kurzem Lauf zu verwenden, die von einem Vickers E-Panzer stammte. Es wurden vier Fahrzeuge dieses Typs hergestellt, aus denen später ein Versuchszug im Rahmen der Experimental-Panzermotorengruppe gebildet wurde.

## Export
TK-3 Tanketten wurden auch für den Export angeboten. Im September 1932 erhielt das Syndikat für den Export der Kriegsindustrie (kurz: SEPEWE, polnisch: Syndykat Eksportu Przemysłu Wojennego) Informationen über das Interesse Jugoslawiens an den TK-3. Im Dezember wurden der jugoslawischen Seite erste Vorschläge unterbreitet, darunter auch der angebotene Preis für eine Einheit in Höhe von 37.000 PLN. Daraufhin bekundete Belgrad sein Interesse am Erwerb von sechs Fahrzeugen mit Ersatzteilen, aber ohne Bewaffnung. Darüber hinaus wurde angefragt, ob es möglich sei, ein Fahrzeug für Versuche zur Verfügung zu stellen. Die polnische Seite missverstand die Anfrage und schickte sofort einen TK-3 nach Jugoslawien. Die Demonstration der Fähigkeiten des Fahrzeugs fand im Februar 1933 statt, in einer äußerst ungünstigen Zeit. Außerdem fehlte die Zeit, um angemessene Vorbereitungen zu treffen und das mit dem Fahrzeug entsandte Team mit den Geländeverhältnissen in Jugoslawien vertraut zu machen. Das jugoslawische Heeres- und Marineministerium bekundete sein Interesse an der Beschaffung der TK-3, die mit ZB vz. 26 bewaffnet waren, und die Ergebnisse der Erprobung waren positiv. Die begrenzten finanziellen Mittel Jugoslawiens standen dem im Wege und der Kauf kam nicht zustande. Anstelle der polnischen Tanketten wurden 1937 schließlich S-I-d-Panzer aus der Tschechoslowakei gekauft.

## Produktion
Insgesamt wurden zwischen 1931 und 1933 im Werk der Ursus S.A. etwa 300 TK-3 Tanketten gebaut und anschließend an die polnische Armee geliefert, darunter 15 Fahrzeuge aus Eisenblech. Letztere wurden später bei der Entwicklung von modernisierten Varianten der TK-3-Panzerjäger verwendet.

## Technische Beschreibung
Die TK-3 Tankette hatte eine Gesamtlänge von 2,58 m, eine Breite von 1,78 m und eine Höhe von 1,32 m. Die Bodenfreiheit betrug 300 mm. Das Fahrzeug hatte ein Gewicht von 2,43 t. Die Besatzung bestand aus zwei Personen: dem Kommandanten und zeitgleich Schützen auf der rechten Seite und dem Fahrer auf der linken Seite.
Die Panzerung des TK-3 bestand aus gewalzten, gehärteten Stahlplatten, welche an der Vorder- und Rückseite 6–8 mm und an den Seiten 8 mm dick war. Die obere Panzerung und der Wannenboden hatte eine Stärke von 3–4 mm. Diese Panzerung war jedoch unzureichend. Bei einer Entfernung von weniger als 300 m konnten sie leicht von Panzerabwehrgranaten durchschlagen werden. Mörserfeuer hingegen stellte keine Gefahr für die Tanketten dar, es sei denn, es wurde ein direkter Treffer erzielt (ein solches Mörserzielen wäre praktisch unmöglich gewesen). Das Gleiche galt für das Feldgeschützfeuer. Die Panzerung schützte sie wirksam vor den Schrapnells ihrer Granaten, aber ein direkter Treffer mit einem Flachschuss wäre aufgrund der niedrigen Silhouette des Fahrzeugs schwierig gewesen. Die Beobachtung aus der Tankette war schwierig, da es keine mechanischen Beobachtungsgeräte gab und nur Fenster und Beobachtungsschlitze genutzt werden konnten. Die Schlitze waren 2 cm breit, was unter Beschuss zu erheblichen Problemen bei der Zielfindung und der Sichtverbindung mit anderen Fahrzeugen führte. Wegen der geringen Höhe der Tankette musste der Kommandant beim Durchfahren von z. B. Getreide die oberen Klappen öffnen und sich darauf setzen, wodurch er sich dem feindlichen Feuer aussetzen musste.
Der Antrieb erfolgte durch einen 4-Takt Ford A-Vergasermotor mit einem Hubraum von 3285 cm³ und einer Leistung von 40 PS bei 2200/min. Damit konnte die TK-3 unter idealen Bedingungen eine Geschwindigkeit von 46 km/h erreichen. Im Gelände erreichte die TK-3 um die 20 km/h. Der Kraftstofftank hatte ein Fassungsvermögen von 60 Litern, was eine Reichweite von 200 km auf der Straße und 100 km im Gelände ermöglichte. Der TK-3 war in der Lage Steigungen von bis zu 42° sowie Gräben mit einer Breite von bis zu 1 m zu überwinden. Bei Wasserhindernissen konnte die Tankette problemlos bis zu 40 cm tiefe Furten durchqueren, sofern der Boden hart genug war. Bei relativ schnellem Lauf konnten bis zu 70 cm tiefe Furten durchfahren werden, wobei jedoch darauf geachtet werden musste, dass kein Wasser durch den undichten Rumpf eindrang und den Motor überflutete. Die Tankette kam gut mit dem Durchfahren von Büschen und jungen Gehölzen zurecht. Stämme mit einem Durchmesser von bis zu 10 cm wurden vom Fahrzeug umgeworfen oder gebrochen. Liegende Stämme mit einem Durchmesser von 50 cm könnten jedoch ein unüberwindbares Hindernis darstellen. Der Wenderadius der Tankette betrug nicht mehr als 2,4 m, während der Einheitsdruck 0,56 kg/cm² betrug.
Die Grundbewaffnung der Tankette war das ckm wz. 25 mit 1.800 Schuss, 15 Schachteln à 120 Schuss in Gurten. Die TK-3-Fahrzeuge konnten das Feuer auf eine Entfernung von weniger als 200 m eröffnen. Bei ausreichend langem Stillstand betrug die Reichweite des effektiven Feuers bis zu 500 m. Zusätzlich führten einige der Fahrzeuge ein rkm wz. 28 als Ersatzwaffe mit. Auf der rechten Seite der TK-Panzerkette befand sich ein kleines Joch, in dem bei Bedarf sowohl das ckm wz. 25 als auch das rkm wz. 28 montiert werden konnte. Die individuelle Bewaffnung der Besatzung bestand aus zwei Pistolen. Im September 1939 waren dies hauptsächlich Vis wz. 35.
Die aus Hadfield-Stahl gefertigten Ketten der TK-3 waren haltbarer als die des Prototyps. Um den Verschleiß der Ketten sowie der Laufradlaufflächen, Federn und Lager im Betrieb auf befestigten Straßen zu verringern, entwickelten polnische Ingenieure ein spezielles Fahrgestell, den so genannten Autotransporter. Dabei handelte es sich um ein vierrädriges Fahrgestell, bei dem Elemente des Lastkraftwagens Ursus A verwendet wurden. Alle Räder hatten eine Luftbereifung. Der Autotransporter hatte keinen eigenen Motor, der Antrieb erfolgte durch die Kraft der Tankette, die über ein spezielles Getriebe übertragen wurde. Das Drehen erfolgte über die Drehvorrichtungen der Tankette. Wenn die Tankette auf den eigenen Ketten fuhr, konnte es den Autotransporter an einem Seil ziehen, welches der Fahrzeugführer dann mit einem klappbaren Lenkrad lenkte. Diese Lösung erwies sich jedoch bald als umständlich. Stattdessen wurden speziell umgebaute Ursus-, Polski Fiat 621L- und Saurer-Lastwagen für den Transport der Tankette eingesetzt. Zwischen einigen wenigen und einem Dutzend Autotransporter wurden gebaut.
Für die Tanketten TK-3 und TKS wurden auch mehrere Entwürfe von so genannten „Begleitanhängern“ (polnisch: przyczepek towarzyszących) entwickelt. Ursprünglich handelte es sich um Anhänger mit Kettenlaufwerk, wegen des hohen Rollwiderstands wurde 1939 empfohlen, sie auf Räder umzurüsten. Sie wurden für den Transport von Munition, Nachschub, Treibstoff, Funkgeräten und Soldaten eingesetzt.

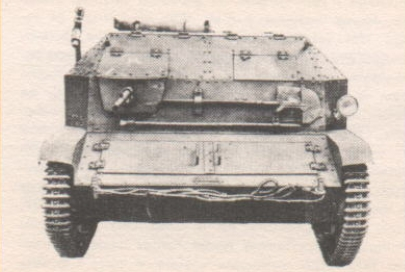
Der TK-3 von vorne
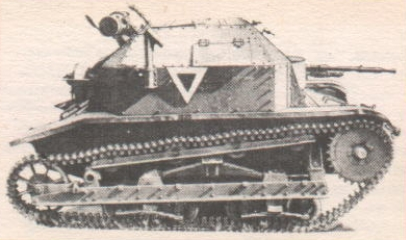
Der TK-3 von der rechten Seite
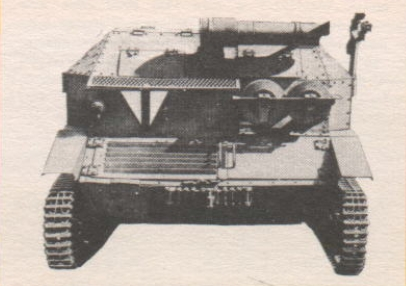
Der TK-3 von hinten
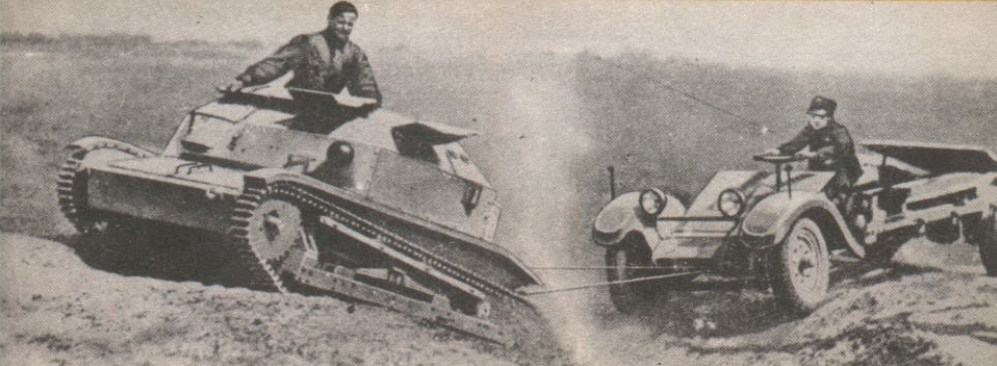
TK-3 zieht einen Autotransporter
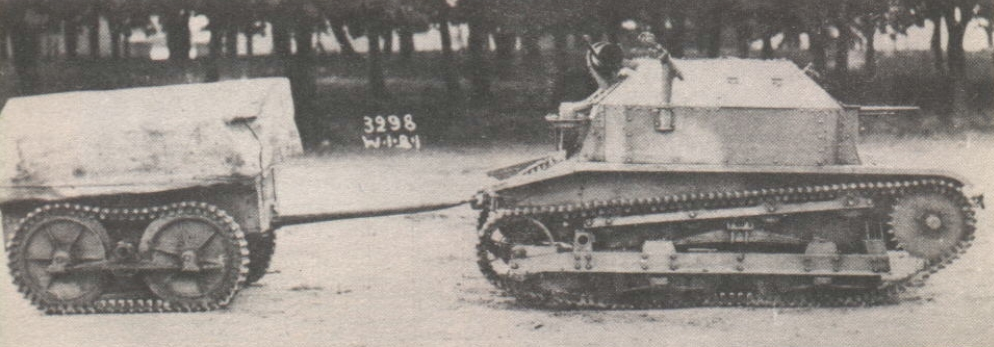
TK-3 mit Raupentrailer

## Varianten

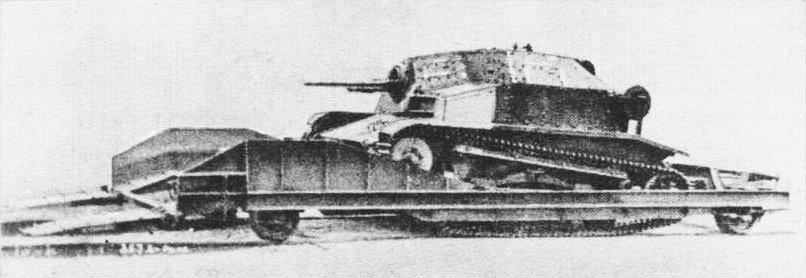
Ein TKS in der gepanzerten Draisine TK, identisch für TK-3

- drezyna pancerna TK – Im Jahr 1932 wurde der Prototyp einer gepanzerten Draisine TK (polnisch: drezyna pancerna TK) entwickelt welche es dem TK-3 ermöglichte, auf Schienen fahren zu können. Die Tests erbrachten positive Ergebnisse, allerdings zeigte sich bei diesem Einsatz der TK-3-Fahrzeuge ein weiterer Nachteil. Das Schussfeld war sehr klein, da das Maschinengewehr fest in der Wanne verbaut war und wenig Spielraum nach rechts und links hatte. Ein Panzerkampfwagen auf einem Schienenstrang konnte mehr oder weniger nur geradeaus feuern, um seitwärts zu feuern, musste der TK-3 vom Schienenstrang wieder herunter fahren.[21][8][22]

- TK-3 mit 20-mm-Kanone

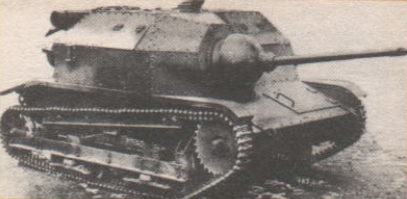
TK-3 bewaffnet mit einer 20-mm-Kanone

Bereits 1931 wurde an der Bewaffnung der Tanketten mit schwereren Waffen für den Einsatz gegen gepanzerte Ziele geforscht. Erste Versuche wurden mit dem Hotchkiss wz. 30 unternommen. Dieses Gewehr war in einem Kugelkopf montiert und mit einem speziellen Zielfernrohr ausgestattet. Daraufhin wurden Tests durchgeführt, die jedoch nicht erfolgreich waren. Die Waffe hatte einen zu starken Rückstoß und war nicht panzerbrechend genug. Diese Erfahrungen führten dazu, dass die weiteren Arbeiten an der Bewaffnung von TK-Tanketten mit dieser Waffe eingestellt wurden. Mitte der 1930er Jahre wurden erneut Versuche unternommen, Panzerkampfwagen mit Panzerabwehrwaffen auszurüsten. Die Forschungen zur Ausrüstung der Tanketten TK-3 und TKS mit einer neuen Waffe, einer Kanone des Kalibers 20 mm begannen. Unter den verschiedenen Entwürfen dieses Typs ragt die Solothurn S18/100 heraus. Andere in Erwägung gezogene Kanonen waren Entwürfe der Firmen Madsen und Oerlikon, die jedoch aufgrund ihrer größeren Abmessungen nicht in eine Tankette passten. 1935 kaufte Polen vier Solothurn S18/100-Kanonen, die anschließend getestet wurden und sich durch eine gute Durchschlagskraft sowie eine hohe Zielgenauigkeit auszeichneten. Vor diesem Hintergrund wurde beschlossen, einen Prototyp einer mit der 20-mm-Kanone auf Basis der TK-3 zu bauen. Zu diesem Zweck wurde ein TK-3 mit einem zusätzlichen Erkerfenster ausgerüstet, der der TKS-Tankette ähnelt. Im Februar 1936 wurden Testschüsse durchgeführt, deren positives Ergebnis zu weiteren Arbeiten an der Verwendung von Kanonen des Kalibers 20 mm als Bewaffnung für die Tanketten führte. Die Armee war jedoch nicht von der Wirksamkeit der Kanonen dieses Kalibers überzeugt, und es wurde empfohlen, sie mit Waffen eines größeren Kalibers auszurüsten, z. B. mit der 37-mm-Bofors-Panzerabwehrkanone. Die Konstrukteure argumentierten, dass die Bewaffnung der Tanketten mit solchen Waffen wegen der unvermeidlichen Überlastung der Struktur unrealistisch sei.
Schließlich beschloss das Panzerwaffenkommando, einige seiner Panzerwagen mit Kanonen des Kalibers 20 mm polnischer Bauart auszurüsten. Eine solche Waffe war seit 1936 von einem Team unter der Leitung des Ingenieurs Bolesław Jurek entwickelt worden. Der Prototyp wurde 1937 fertig gestellt und im darauf folgenden Jahr wurden die ersten Versuche durchgeführt. Die Parameter der polnischen Maschinenkanone waren den Schweizer Konstruktionen überlegen. Diese Waffe wurde in einem anderen Prototyp TK-3 mit Erkerfenster verwendet und später wurde auch der TKS-Prototyp mit der neuen Waffe ausgestattet. Die Ergebnisse dieser Versuche waren positiv, so dass Anfang April 1939 mit der Umrüstung der ersten 100 Tanketten auf die neue Waffe mit der Bezeichnung Nkm wz.38 FK begonnen wurde. Der Plan sah vor, dass in der Anfangsphase fünf Tanketten jeder Kompanie und jedes Geschwaders aufgerüstet werden sollten. Danach sollten die restlichen TKS und ganz zum Schluss nach und nach die TK-3 umgerüstet werden. Bei Ausbruch des Zweiten Weltkriegs waren jedoch nur 20–24 Tanketten umgerüstet worden. Höchstwahrscheinlich handelte es sich dabei meist um TKS. Es gab jedoch mindestens eine TK-3 mit einer Kanone des Kalibers 20 mm, der Prototyp von 1938. Die serienmäßige Aufrüstung der TK-3 mit nkm wz. 38 FK sollte im Oktober oder September 1939 beginnen.
- TK-3 mit Funkanlage

Weiterhin wurde eine Variante der TK-3 entwickelt, welche mit einer Funkanlage ausgestattet war. Die Änderung zu normalen TK-3 bestand im Einbau einer Funkanlage, das den Sprechfunkverkehr mit Fahrzeugen ermöglichte, die mit N2-Funkgeräten ausgestattet waren (z. B. Panzerzüge). Die in den TK-3-Tanketten eingebaute Funkanlage bestand aus einem RKB/c wz. 34-Sender, einem RKB/c wz. 34-Empfänger, einer Stromquelle (Wandler Gleichstrom, zwei Wandlerbatterien, Glühbatterie, Anodenbatterie) sowie Elektrokabel und einen Bambusantennenmast. Diese Geräte ermöglichten den Sprechfunkverkehr zwischen den beiden RKB/c-Funkgeräten über Entfernungen von 1,5 km (in Bewegung) bis 5 km (im Stand). Ohne Wechsel der Stromquelle konnte der Sender 4 Stunden lang ununterbrochen arbeiten, während der Empfänger 150 Stunden lang in Betrieb sein konnte.
Die Ausstattung der TK-3-Tankette mit einer Funkanlage erforderte einen Umbau des Fahrzeugs. Die Starterbatterie wurde an den bisherigen Platz des Werkzeugkastens verlegt. Der neue Werkzeugkasten wurde auf dem vorderen, linken Kotflügel montiert. An der ursprünglichen Stelle der Starterbatterie wurden die Stromquellen für die Funkanlage untergebracht. Außerdem wurde der Standort der Fla-Lafette geändert und eine Antennenmasthalterung hinzugefügt. Durch diese Änderungen verringerte sich der Munitionsvorrat von 1.800 auf 1.080 Patronen.

## Weiterentwicklungen
- TKD – Prototyp eines TK-3 mit einer 47 mm Armata Wz. 25 Panzerkanone.
- TKF – Variante mit Polski Fiat 122AC Motor anstelle des bestehenden Ford A. Von dieser Variante wurden mindestens 18 Fahrzeuge gebaut.
- TKS – tiefgreifende Modernisierung der Tanketten TK-3, einschließlich des Umbaus des Fahrgestells, einer neuen Panzerung und des Einsatzes des Polski Fiat 122AC Motors. In der Serienproduktion umgesetzt.
- TKW – ein Versuch, die TK-3 Tankette in einen Panzer mit drehbarem Turm umzubauen. Das Projekt wurde nach dem Bau eines Prototyps aufgegeben.

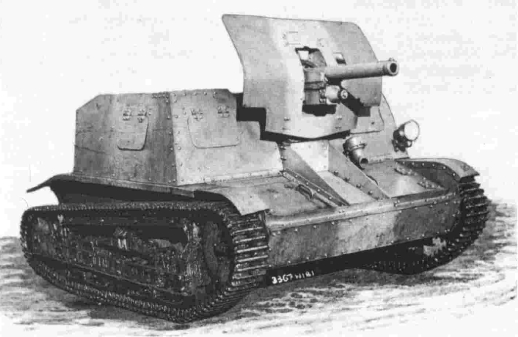
Prototyp des TKD.
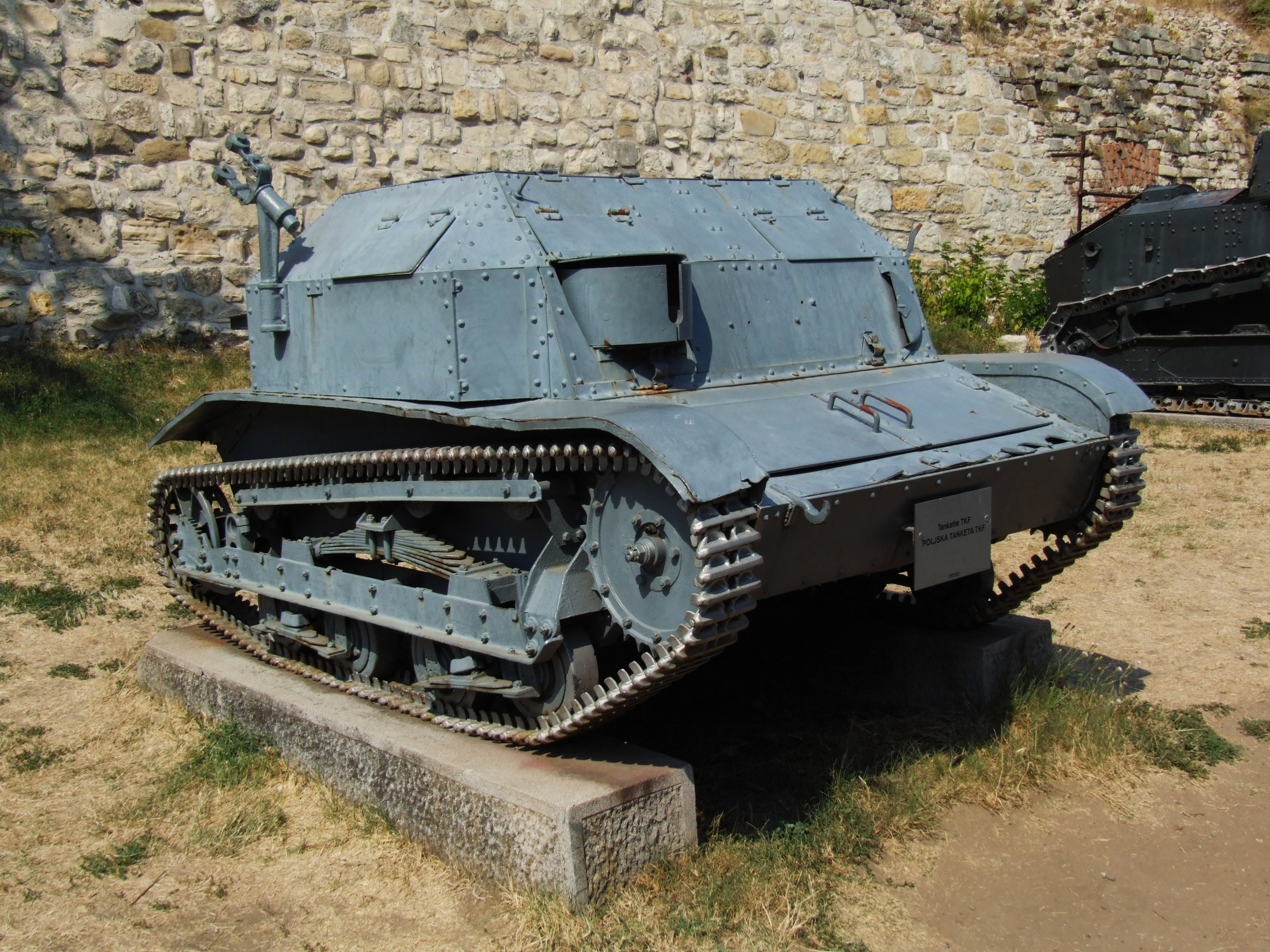
Ein TKF im Belgrade Military Museum
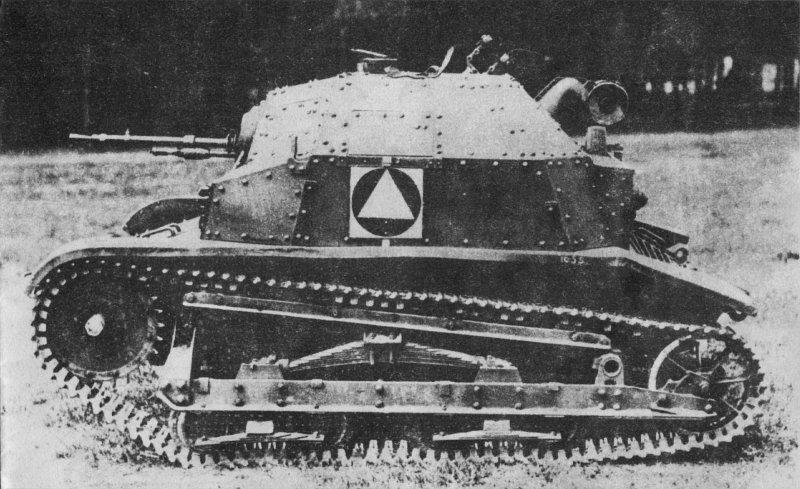
TKS mit Abzeichen des Kompaniechefs
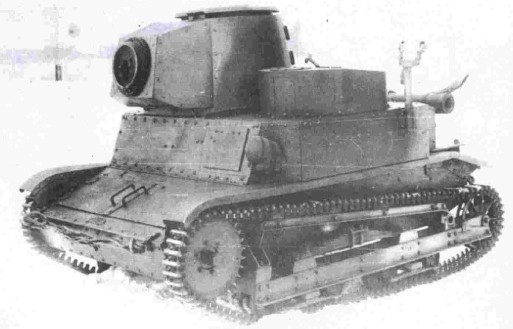
Prototyp des TKW

## Einsatz

### TK-3 in der polnischen Armee

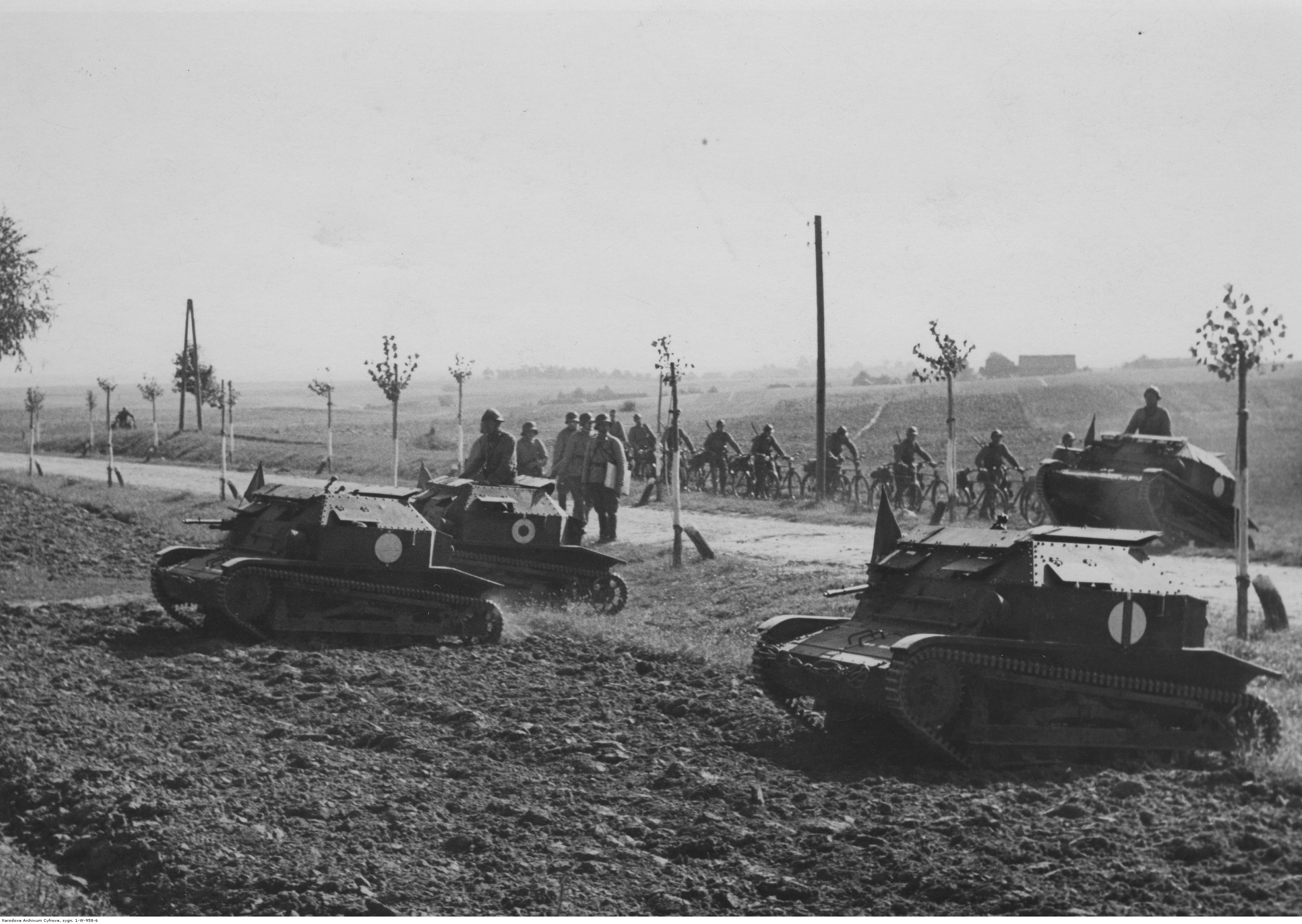
Formation von TK-3 Tanketten bei den Herbstmanövern in Volyn 1938

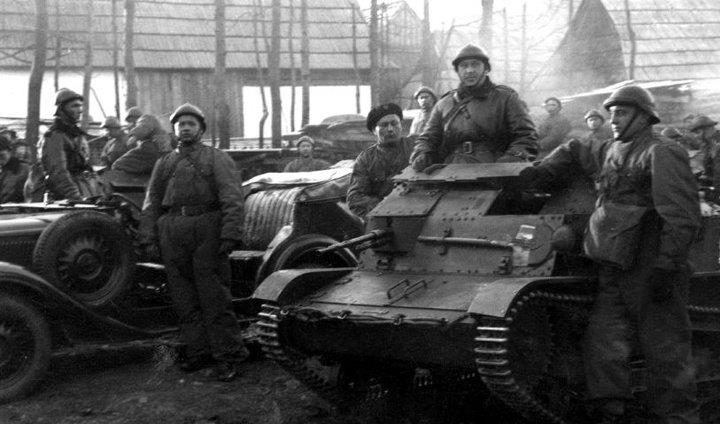
Truppen der 10. Kavalleriebrigade bei einem Zwischenstopp in Jurgów

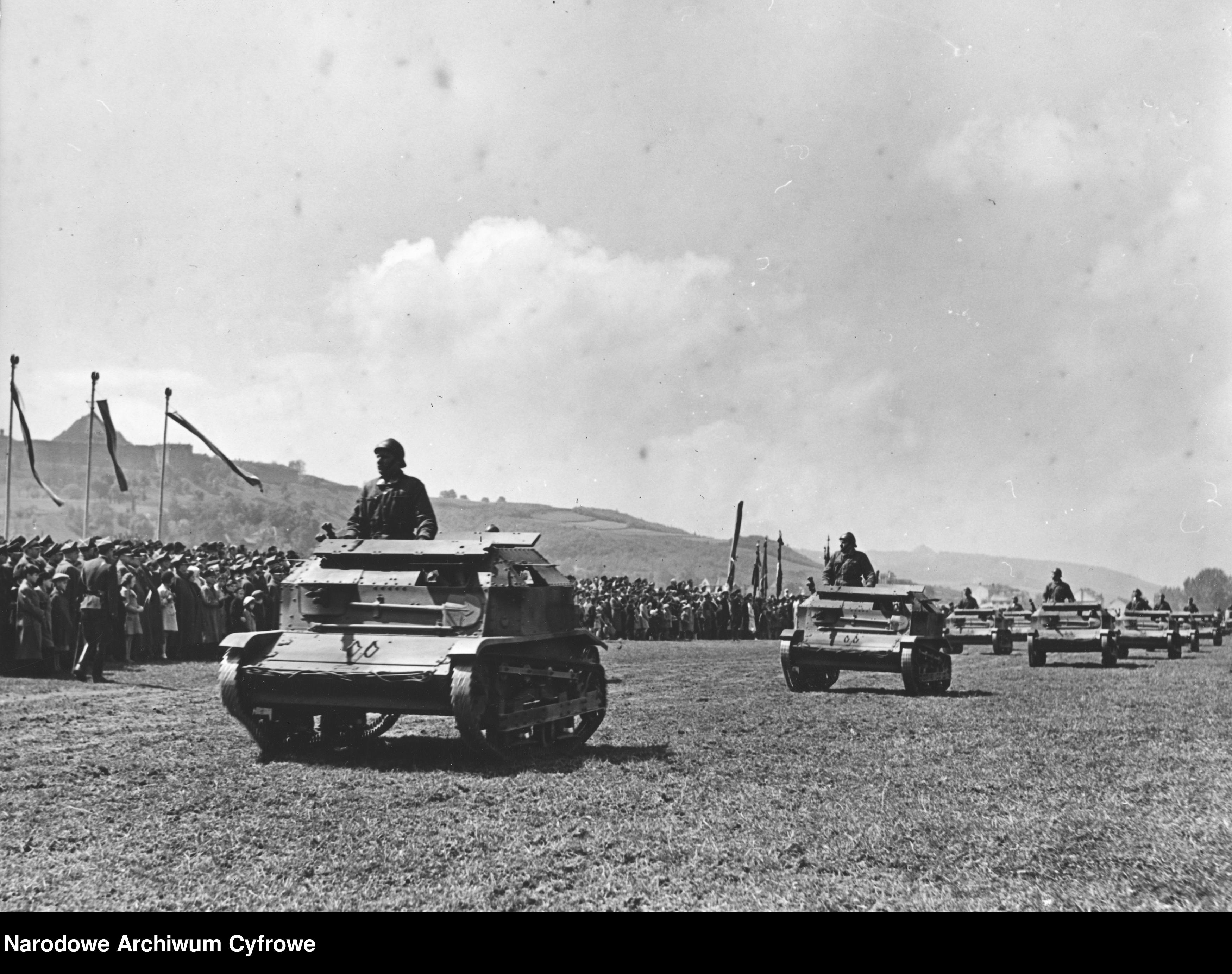
Parade von TK-3 Tanketten in Krakau am 3. Mai 1939

Am 31. August 1931 wurden drei Züge mit je fünf TK-3 zu Versuchsübungen entsandt. Das allgemeine Feedback zu den neuen Fahrzeugen war gut. Gelobt wurden die Wendigkeit der Fahrzeuge und die schwierige Erkennbarkeit aus der Luft. Der Befehl lautete, mindestens eine der Tanketten pro Zug mit dem schwersten Maschinengewehr oder der schwersten Kanone auszurüsten, um anderen Fahrzeugen Deckung zu geben. Zu diesem Zeitpunkt gab es noch keine geeignete Konstruktion dafür.
In Friedenszeiten gehörten neben den TKS-Tanketten und 7TP-Panzern auch TK-3-Tanketten zur Ausrüstung der Panzerbataillone und des Ausbildungszentrum für Panzerwaffen (polnisch: Centrum Wyszkolenia Broni Pancernych). Mehrere Dutzend schienengeführte Panzerkampfwagen befanden sich ebenfalls in Panzerzugstaffeln.
Im Jahr 1938 wurden TK-3 Tanketten bei der Operation zur Besetzung von Zaolzie eingesetzt. Sie befanden sich in Einheiten, die in der Unabhängigen Operative Gruppe Schlesien zusammengefasst waren.
Im August und September 1939 mobilisierten die Panzerbataillone folgende Einheiten, die mit TK-3-Panzerwagen ausgestattet waren:
- 1. Panzerbataillon
  - Panzeraufklärungsstaffel Nr. 71, die der 71. Panzerstaffel zugeordnet war (Armee „Poznań“).
  - 71. Unabhängige Aufklärungspanzerkompanie, die der 14. Infanteriedivision zugeordnet war (Armee „Poznań“).
  - 72. Unabhängige Aufklärungspanzerkompanie, die der 17. Infanteriedivision unterstellt war, die später der 26. Infanteriedivision unterstellt wurde (Armee „Poznań“).

- 2. Panzerbataillon
  - 101. Aufklärungspanzerkompanie, die der 10. Kavalleriebrigade zugeordnet war (Armee „Kraków“).

- 4. Panzerbataillon
  - Panzeraufklärungsstaffel Nr. 91, die der 91. Panzerstaffel zugeordnet war (Armee „Modlin“).
  - 91. Unabhängige Aufklärungspanzerkompanie, die der 10. Infanteriedivision zugeordnet war (Armee „Łódź“).
  - 92. Unabhängige Aufklärungspanzerkompanie, die der 10. Infanteriedivision zugeordnet war (Armee „Łódź“).

- 5. Panzerbataillon
  - Panzeraufklärungsstaffel Nr. 51, die der 51. Panzerstaffel zugeordnet war (Armee „Krakau“).
  - 51. Unabhängige Aufklärungspanzerkompanie, die der 21. Gebirgsinfanteriedivision zugeordnet war (Armee „Kraków“).
  - 52. Unabhängige Aufklärungspanzerkompanie, die der Einsatzgruppe „Schlesien“ zugeordnet war (Armee „Kraków“).

- 8. Panzerbataillon
  - Panzeraufklärungsstaffel Nr. 81, die der 81. Panzerstaffel zugeordnet war (Armee „Pomorze“).
  - 81. Unabhängige Aufklärungspanzerkompanie, die der 15. Infanteriedivision zugeordnet war (Armee „Pomorze“).
  - 82. Unabhängige Aufklärungspanzerkompanie, die der 26. Infanteriedivision zugeordnet war (Armee „Poznań“).

- 10. Panzerbataillon
  - 41. Unabhängige Aufklärungspanzerkompanie, die der 30. Infanteriedivision zugeordnet war (Armee „Łódź“).
  - 42. Unabhängige Aufklärungspanzerkompanie, die der Kresowa Brygada Kawalerii zugeordnet war (Armee „Łódź“).

Darüber hinaus mobilisierte das Ausbildungszentrum für Panzerwaffen in Modlin das
- Aufklärungspanzergeschwader Nr. 11, das der 11. Panzerstaffel zugeordnet war (Armee „Modlin“).
- Aufklärungspanzerkompanie des Warschauer Verteidigungskommandos

Alle mobilisierten Kompanien und Geschwader waren mit je 13 Tanketten ausgestattet. Eine Ausnahme bildete die dem Warschauer Verteidigungskommando unterstellte Kompanie, die über 11 Tanketten verfügte.
Im Jahr 1939 verfügte die polnische Armee über etwa 470 Tanketten der Typen TK-3 und TKS. Während des Überfall auf Polen wurden die Tanketten vor allem für Aufklärungs- und Patrouillenaufgaben eingesetzt. Sie wurden auch zur Unterstützung angreifender Kavallerie und Infanterie sowie zur Deckung zurückweichender Einheiten eingesetzt.
TK-3 Panzerjäger der 71. Panzerschwadron nahmen auch an einem Gefecht mit deutschen Panzern bei Pociecha im Kampinoska Wald teil. Die mit Maschinengewehren bewaffneten Fahrzeuge dienten jedoch nur als Unterstützung für einen TKS-Panzer der mit einer 20-mm-Kanone ausgerüstet war.

### TK-3 in der Wehrmacht
Bereits während der Feldzuges gegen Polen führten die Deutschen eine Kampagne zur Sicherung und weiteren Evakuierung der in Polen erbeuteten Kampffahrzeuge durch. Dabei handelte es sich sowohl um beschädigte Fahrzeuge als auch um solche, die während des Rückzugs aufgegeben wurden. Einige der Fahrzeuge waren völlig intakt und wurden bereits im September 1939 von der Wehrmacht requiriert.
Die zentrale Reparaturstelle für die Tankwagen befand sich in Tomaszów Mazowiecki. Dorthin wurden beschädigte Fahrzeuge sowie Teile und Komponenten aus dem Ursus-Werk in Czechowice und erbeuteten Lagern exportiert. Die überholten TK-3-Tanketten wurden dann unter der Bezeichnung Panzerkampfwagen TK (p) in die Ausrüstung der Wehrmacht übernommen. Die genaue Zahl der erbeuteten Tanketten ist unbekannt und schwer zu ermitteln. Es ist davon auszugehen, dass insgesamt mehr als 100 TK-3 und TKS Fahrzeuge in die Hände der Wehrmacht fielen. Die polnischen Tanketten wurden bei Anti-Partisanen-Einsätzen und als Traktoren eingesetzt und überstanden in dieser Funktion bis Kriegsende. Die in deutschen Diensten verwendeten Tanketten wurden auch mit deutschen Waffen ausgerüstet.

### TK-3 in der ungarischen Armee
Am 19. September 1939 überquerten Reste der 10. Kavalleriebrigade die polnisch-ungarische Grenze. Zum Zeitpunkt des Grenzübertritts war die Brigade mit einer Reihe von TK-3-, TKF- und TKS-Tanketten ausgestattet (nach ungarischen Angaben etwa 14 Fahrzeuge). Am 22. September wurden unter anderem 9 TK-3/TKF-Tanketten an Ungarn übergeben.
Im Winter 1939/40 wurden die Fahrzeuge überholt und die Tanketten zu Ausbildungseinheiten und zur Gendarmerie überführt, wo sie zusammen mit dem italienischen 35M Ansaldo eingesetzt wurden. Die Tanketten TK-3 der ungarischen Armee trugen die folgenden Zulassungsnummern (In Klammern wird die polnischen Zulassungsnummer mit angegeben):
1H-382 (W01-768), 1H-384 (W03-923), 1H-385 (W03-362), 1H-388 (W02-738), 1H-395 (W01-841), 1H-396 (W03-330), 1H-397 (W01-089), 1H-398 (W02-552), 1H-399 (W02-470).
Im März 1944 wurde eine ungarische TKF-Tankette von jugoslawischen Partisanen erbeutet.

## Erhaltene Exemplare
In der Privatsammlung des polnischen Unternehmers Adam Rudnicki befindet sich ein voll funktionsfähiges Exemplar der TK-3-Tankette. 2005 wurde dieses Fahrzeug in Frankreich gefunden und dann nach Polen gebracht. Im Jahr 2008 wurde er an die Werkstatt Panzerprojekt von Grzegorz Klimczak geschickt, wo er wieder in einen betriebsfähigen Zustand versetzt wurde.